# Ursula Schmidt-Tintemann
Ursula Schmidt-Tintemann (geborene Tintemann; * 19. Juni 1924 in Goldap; † 26. Juli 2017 in Vaterstetten) war eine deutsche Plastische Chirurgin und emeritierte Professorin an der Technischen Universität München.

## Werdegang
Nach dem Abitur in Königsberg, ihrem Studium der Medizin an den Universitäten Königsberg, Prag und München und der Promotion 1951 begann Schmidt-Tintemann bei Georg Maurer ihre Facharztausbildung im München-Perlacher Krankenhaus. Mit Maurer wechselte sie an das Krankenhaus rechts der Isar im Münchner Stadtteil Haidhausen; 1956 wurde sie Fachärztin für Chirurgie. In den folgenden Jahren bildete sie sich in den Vereinigten Staaten, Großbritannien und Österreich in Plastischer Chirurgie fort.
Ab 1958 baute Schmidt-Tintemann im Krankenhaus rechts der Isar eine eigenständige Abteilung für Plastische Chirurgie auf. Ihre Habilitation erlangte Schmidt-Tintemann 1969 mit dem Thema Zur Lage der Plastischen Chirurgie, ebenfalls bei Georg Maurer. Ab 1975 war sie Professorin an der Technischen Universität München. Schmidt-Tintemann war bis zu ihrer Emeritierung im Jahr 1984 klinisch tätig.

## Wirken
Schmidt-Tintemann war eine Pionierin der Plastischen Chirurgie in Deutschland, die sich erfolgreich für eine Etablierung der Plastischen Chirurgie als eigenständiges medizinisches Fachgebiet einsetzte. Zu Beginn ihrer Tätigkeit kamen die Ärzte, die sich plastisch-chirurgisch und wiederherstellungschirurgisch betätigten, aus unterschiedlichen Fachrichtungen, vor allem aus der Mund-, Kiefer und Gesichtschirurgie oder der HNO-Medizin. Aus der Deutschen Gesellschaft für Plastische und Wiederherstellungschirurgie trat Schmidt-Tintemann aus, um sich 1968 mit gleichgesinnten Kollegen zur Vereinigung der deutschen Plastischen Chirurgen zusammenzuschließen, die nur Ärzte aufnahm, die sich ausschließlich mit Plastischer Chirurgie befassten. Während ihrer Präsidentschaft über die Vereinigung, der heutigen Deutschen Gesellschaft der Plastischen, Rekonstruktiven und Ästhetischen Chirurgen, wurde 1977 „Plastische Chirurgie“ als Teilgebietsbezeichnung für Fachärzte für Chirurgie anerkannt, ein entscheidender Schritt auf dem Weg zur Einrichtung des Facharztes für Plastische Chirurgie 1992. Auch nach ihrer Emeritierung vertrat sie die Belange ihres Fachs als Vorsitzende in der Sektion Plastische Chirurgie der Deutschen Gesellschaft für Chirurgie.
Sieben Plastische Chirurgen, die später alle eigene Abteilungen leiteten, haben sich bei Schmidt-Tintemann habilitiert.
Mit der vom Bayerischen Rundfunk produzierten medizinisch-wissenschaftlichen Fernsehreihe Unser Leben in ihren Händen, ausgestrahlt im ersten Programm, betrat Schmidt-Tintemann 1965 Neuland innerhalb Deutschlands. Die Dokumentationen hatten gute Kritiken, auch aus den Reihen von Fachkollegen, waren standespolitisch aber umstritten und wurden nach zwei Folgen aus dem Programm genommen.
Zu ethischen und psychosozialen Implikationen der Plastischen Chirurgie bezog Schmidt-Tintemann über Jahrzehnte Stellung. In ihrer Sicht hatte sich die Plastische Chirurgie dieser Implikationen besonders zu widmen, um das Ziel der Wiederherstellung der Einheit von Form, Funktion und Ästhetik zu erreichen. In Abgrenzung zum Trend zur Schönheitschirurgie betonte sie die rekonstruktive Zielsetzung ihres Fachs und forderte für die Plastische Chirurgie eine strenge Ausrichtung nach medizinischen Indikationen anstelle eines marktbezogenen Handelns, bei dem aus dem Arzt ein reiner Dienstleister würde. Dabei müsse der Arzt allerdings bei der Indikationsstellung etwa auch in Betracht ziehen, ob der Patient durch Anzeichen des Alterns seinen Beruf verlieren würde.
Ein standespolitisches Thema, mit dem sich Schmidt-Tintemann darüber hinaus befasste, war die Rolle der Frauen in der Chirurgie.
Ursula Schmidt-Tintemanns Lebensgefährte war der im November 2018 verstorbene Fernsehjournalist Dagobert Lindlau.

## Ehrungen und Mitgliedschaften
- Bundesverdienstkreuz am Bande des Verdienstordens der Bundesrepublik Deutschland, 1986
- Ehrenmitglied der Vereinigung der Plastischen Chirurgen, (heute Deutsche Gesellschaft der Plastischen, Rekonstruktiven und Ästhetischen Chirurgen, DGPRÄC), 1989
- Ehrenmitglied der Deutschen Gesellschaft für Chirurgie, 1996
- Dieffenbach-Medaille der DGPRÄC, 2004
- Bayerischer Verdienstorden, 2004
- Heinz-Maier-Leibnitz-Medaille der Technischen Universität München, 2014[6]